# Marge Roukema
Margaret "Marge" Roukema, nata Scafati (Newark, 19 settembre 1929 – Wyckoff, 12 novembre 2014), è stata una politica statunitense, membro della Camera dei Rappresentanti per lo stato del New Jersey dal 1981 al 2003.

## Biografia
Italoamericana, Marge Roukema lavorò come insegnante prima di entrare attivamente in politica. Nel 1981 si candidò alla Camera dei Rappresentanti come membro del Partito Repubblicano e riuscì a strappare il seggio al deputato democratico in carica.
Nelle elezioni successive, quelle del 1983, la Roukema cambiò distretto congressuale ma venne comunque riconfermata deputata e negli anni seguenti fu rieletta altre nove volte.
Si batté molto per l'immagine degli italiani in America: ad esempio nel 2001 presentò al Congresso una risoluzione contro gli stereotipi negativi offerti dalla serie televisiva I Soprano. La Roukema fu inoltre membro onorario dell'Organizzazione Nazionale delle Donne Italoamericane.
Durante la permanenza alla Camera Marge Roukema era giudicata una repubblicana di ideologia moderata. Nelle elezioni del 1998 e in quelle del 2000 affrontò nelle primarie del partito Scott Garrett, un avversario decisamente più conservatore di lei. La donna riuscì a sconfiggerlo in entrambe le occasioni e quando lei decise di ritirarsi dalla politica nel 2002, Garrett si candidò nuovamente per il suo seggio. La Roukema si rifiutò di appoggiarlo e diede invece il suo sostegno ad un altro candidato, che tuttavia venne sconfitto da Garrett, il quale riuscì a farsi eleggere.
Morì nel 2014, all'età di ottantacinque anni.